# لنستدول
لنستدول (به انگلیسی: Llanstadwell) یک منطقهٔ مسکونی در بریتانیا است که در پمبروکشر واقع شده‌است. لنستدول ۹۰۵ نفر جمعیت دارد.